# Vivae vocis oraculo
Vivæ vocis oraculo (oppure vivæ vocis oraculum, anche oracula vivæ vocis) è una locuzione avverbiale in lingua latina ecclesiastica in uso tipicamente nel diritto canonico. Il termine indica una decisione o concessione del Papa (o ecclesiastica) espressa verbalmente (letteralmente "fatta a voce").
È stata utilizzata, in particolare, in interazioni di alcuni papi con la Compagnia di Gesù, quando venivano concessi privilegi speciali, però conservati oralmente e, se menzionati, lo sono solo in archivi segreti.